# バーバンク (カリフォルニア州)
バーバンク（Burbank）は、アメリカ合衆国カリフォルニア州のロサンゼルス郡にある都市。人口は10万7337人（2020年）。ダウンタウン・ロサンゼルスの北西15キロメートルに位置している。
1867年にこの町の起源となった牧場を作った歯科医・企業家のデヴィッド・バーバンク（David Burbank、1821年 - 1895年）にちなみ命名された。

## 概要
ロサンゼルス至近のサンフェルナンド・バレー東部に位置しており通勤に便利である半面、生活費は高い。2020年アメリカ合衆国国勢調査によれば、市内の平均住宅価格は1億円を超えており庶民には負担できない水準となっている。
NBCユニバーサル、ウォルト・ディズニー・カンパニー、ワーナー・ブラザースなどの大手メディア企業や娯楽産業の本社や撮影スタジオがあり、「世界のメディアの中心地（"Media Capital of the World"）」と謳われている。

## 経済
バーバンクの経済は主に娯楽産業を中心として発展している。ハリウッドは派手な映画産業の象徴とされているが、実際の制作などはバーバンクで行われているものも多い。バーバンクに本社または制作施設を構える企業は、ABC、DICエンターテイメント、NBC、ニックトゥーン・スタジオ、ウォルト・ディズニー・カンパニー、ワーナー・ブラザースなど。

## 交通

### 航空
- ハリウッド・バーバンク空港（IATA空港コード：BUR）

### 鉄道
- バーバンク駅（en:Downtown Burbank station）にはアムトラックの長距離列車とメトロリンクの通勤列車が停車する。

### 道路
- 州間高速道路5号線が市内を通る。

## 教育
バーバンクにはルーサー・バーバンク中学校など比較的教育水準の高い学校が多いとされる。

## 姉妹都市
バーバンク市は以下の都市と姉妹都市の関係にある。全米国際姉妹都市協会（Sister Cities International）加盟都市。
- ハボローネ（ボツワナ）
- 太田市（日本・群馬県）
- 仁川市（大韓民国）
- ソルナ（スウェーデン）
- ハドルト（アルツァフ共和国）

## 関係者

### 出身者
- ダグ・デシンセイ - MLB野球選手、元ヤクルト選手
- キャリー・フィッシャー - 女優。父親は歌手のエディ・フィッシャー、母親は歌手・女優のデビー・レイノルズ。
- ティム・バートン - 映画監督、演出家。

### 在住の著名人
- ジェイ・レノ - コメディアン、司会者。
- ショーン・ペン - 男優、映画監督
- フレディ・サンチェス - MLB野球選手。
- マーティン・スコセッシ - 映画監督。